# Les Alliés
Les Alliés é uma comuna francesa na região administrativa de Borgonha-Franco-Condado, no departamento de Doubs. Estende-se por uma área de 5,28 km². Em 2010 a comuna tinha 166 habitantes (densidade: 31,4 hab./km²).